# Batalla de Palermo (1676)
La batalla de Palermo fue la novena batalla naval de la guerra franco-neerlandesa y la quinta librada en el Mediterráneo durante este conflicto. Tuvo lugar el 2 de junio de 1676 en el puerto de Palermo, en las costas de Sicilia En ella se enfrentó una flota francesa, mandada por el duque de Vivonne, a otra combinada hispano-holandesa, debilitada por las derrotas de Stromboli y de Agosta y por la muerte de su principal jefe, Michiel de Ruyter Concluyó con una nueva victoria de la flota francesa, que a partir entonces dominó el mar Mediterráneo occidental hasta la guerra de sucesión española.

## La situación militar en el Mediterráneo en 1676
En el mes de junio de 1676, la guerra franco-neerlandesa estaba en su cuarto año. España, que se había coligado con Holanda contra Francia en 1673, había recibido en 1675 el refuerzo de una escuadra holandesa que acudió al Mediterráneo. Los franceses, por su parte, habían conseguido desembarcar en Mesina, amotinada contra Madrid. Los combates de Mesina (2 de enero de 1675), Stromboli (11 de febrero de 1675), Alicudi (8 de enero de 1676) y Agosta (22 de abril) habían terminado con victorias de la flota francesa. Durante el último de ellos, la escuadra holandesa, mal sostenida por las fuerzas españolas, había sido gravemente dañada y había perdido a su almirante, el prestigioso Michiel de Ruyter. En consecuencia, la flota hispano-holandesa que buscó refugio en Palermo a principios del verano de 1676 para reparar sus averías se hallaba muy debilitada.
Pese a esto, la victoria francesa requería la eliminación de la flota enemiga, no únicamente su debilitamiento. Por ello, los franceses decidieron atacarla; el 26 de mayo de 1676, se presentaron ante Mesina. La flota estaba a las órdenes del mariscal de Vivonne (cuerpo de batalla), secundado por el teniente general Duquesne (vanguardia) y por el jefe de escuadra Jean Gabaret (retaguardia). En Palermo, el mando holandés había pasado al almirante Jean Van Haën, sucesor de Ruyter, y el español, a Diego de Ibarra, que sustituía al vicealmirante La Cerda, que no se había distinguido en el choque anterior.

## El incendio de Palermo

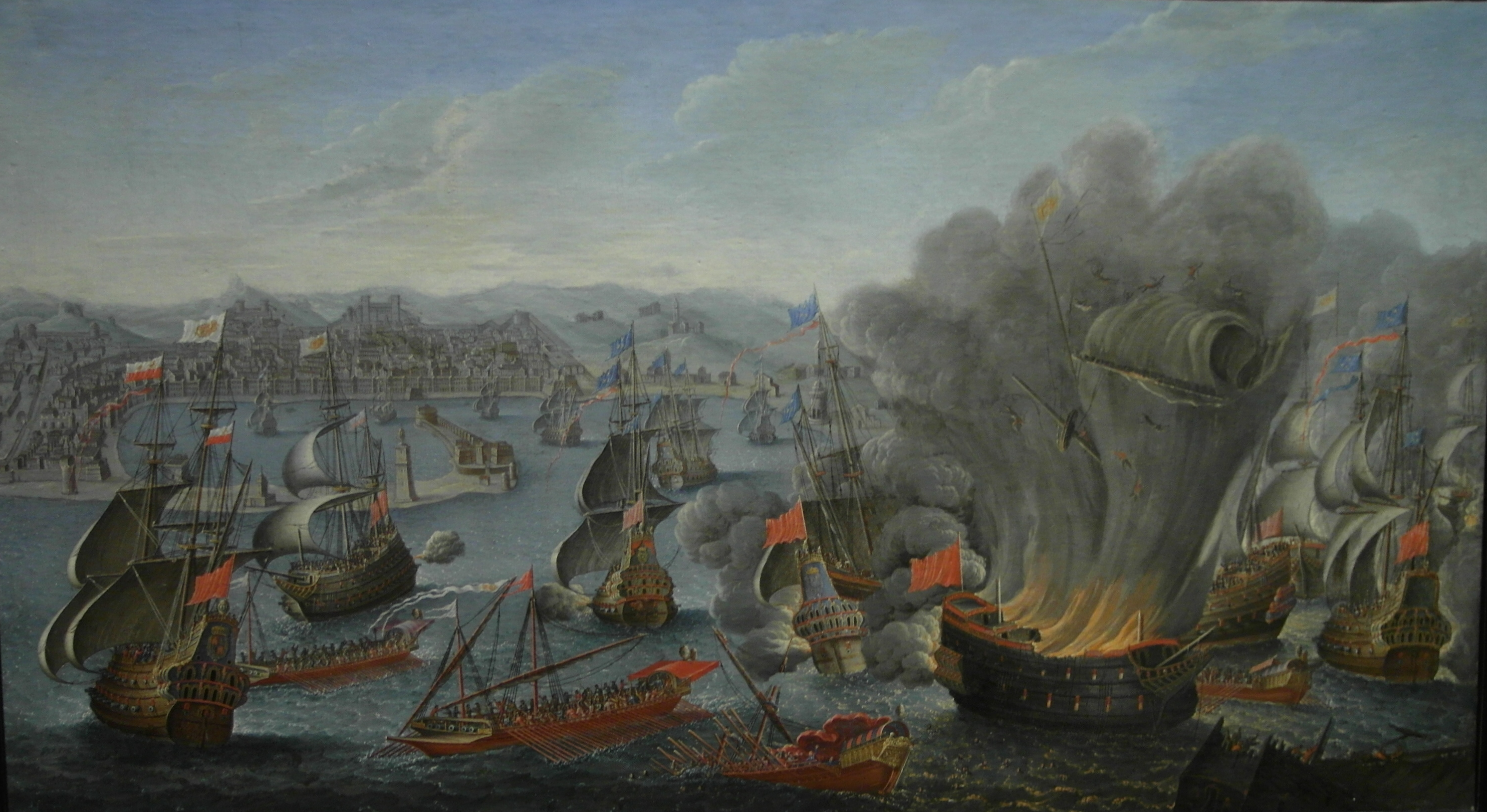
La batalla naval de Palermo, en un cuadro de Pierre Puget, pintado un año después del combate.

La flota francesa arribó a Palermo el 31 de mayo. Estaba compuesta de veintinueve buques, nueve brulotes y veinticinco galeras. En el puerto, los hispano-holandeses no habían completado aún la reparación de sus navíos y Jean Van Haën estaba embalsamando los restos de Ruyter, conservados a bordo del Eendragt. Gabaret y Tourville fueron a espiarlos en una falúa. Descubrieron que el enemigo contaba con veintisiete barcos (diecisiete de ellos holandeses), diecinueve galeras y cuatro brulotes. La bahía carecía de fortificaciones. Cuando Vivonne recibió el informe, decidió atacar a la flota enemiga mientras permanecía anclada.
La mañana del 2 de junio, el viento soplaba del noreste, es decir, hacia el interior del puerto. Vivonne lo aprovechó para aproximarse y lanzar los brulotes. Estos, empujados por el viento, pusieron en peligro las naves ancladas. Los capitanes, alarmados, cortaron los cables de las anclas, dejando sus barcos a la deriva; estos se deslizaron hacia el fondo del puerto, seguidos de los brulotes. Aprovechando el desorden, Vivonne y Duquesne redoblaron el ataque y enviaron nuevos brulotes. En las filas hispano-holandesas cundió el pánico. El fuego pasaba de una nave a otra y algunas de ellas se hundieron o encallaron en el fondo de la bahía. El incendio amenazaba con extenderse incluso a la ciudad.
La almiranta española explotó. Diego de Ibarra se ahogó; La Cerda pereció. La galera principal española se incendió. Jean Van Haën murió y el contraalmirante Van Middelland se ahogó. Los holandeses, además de estos dos altos oficiales, perdieron a siete tenientes, dos mil quinientos soldados y marineros; los españoles sufrieron entre dos mil y dos mil quinientas bajas. Doce buques, cuatro brulotes y seis galeras fueron destruidos y se perdieron setecientos cañones, lo que suponía casi la mitad de la escuadra (si se cuentan solamente los navíos, que eran únicos buques listos para combatir). En el bando francés, excepto los brulotes, que habían cumplido su misión, no se perdió ninguna nave y solo hubo doscientas bajas. Estas pérdidas eran escasas, pero atestiguan la intensidad del cañoneo de las naves enemigas que pudieron escapar al fuego y lograron defenderse.

## Los franceses dueños del Mediterráneo occidental
Cuando la noticia de la victoria llegó en Versalles, Colbert exclamó, exultante: «Es la acción más gloriosa que haya realizado nunca armada alguna». Su alegría se explica por el miedo que había infundido hasta entonces la flota holandesa. En 1672, había hecho falta solicitar la alianza de la flota inglesa para entrar en guerra contra las Provincias Unidas. Después de la retirada inglesa en 1674, la flota holandesa había dominado el canal de La Mancha, había atacado Belle-Île-en-Mer y había desafiado a los franceses ante Rochefort. La entrada de la escuadra de Ruyter en el Mediterráneo en 1675 había supuesto un reto que la joven flota de Luis XIV, después de su desempeño poco destacado en el mar del norte en 1672-1673 y su escasa actividad en 1674, parecía mal preparada para afrontar. Esta batalla acabó también de arruinar el poderío naval de España, ya muy mermado por sus derrotas en la guerra de los Ochenta Años (1568-1648) y en la guerra franco-española (1635-1659). 
La victoria de Palermo, que completó la de Agosta, no fue la última de la Armada francesa. En 1677, la incursión de Estrée contra Tobago logró, tras un primer contratiempo, destruir la escuadra de Jacob Binckes y arruinar numerosas factorías holandesas. Estas victorias sembraron la inquietud en Inglaterra, que consideraba la emergencia de Francia como gran potencia naval una amenaza insoportable, habida cuenta del poderío terrestre de los ejércitos de Luis XIV, que por entonces vencían en los combates librados en Flandes. Las victorias francesas originaron en consecuencia un acercamiento inmediato entre Inglaterra y Holanda y la firma de una liga entre ellas, aunque Londres no entró en guerra ya que la paz general se firmó antes de que pudiese hacerlo, en 1678. Esta victoria otorgó a los franceses el dominio del Mediterráneo occidental, que conservaron durante varias décadas. Solo la guerra de sucesión española (1701-1714), la caída de Gibraltar, el sitio de Tolón y la conquista británica de Menorca permitieron que la Royal Navy disputase la hegemonía francesa.